# 紅點平盲蝽
紅點平盲蝽（学名：[Zanchius tarasovi] 错误：{{Lang}}：文本有斜体标记（帮助））为盲蝽科平盲蝽屬下的一个种。